# Elizabeth Tintaya
Elizabeth Tintaya Benites ist eine peruanische Fußballschiedsrichterin.
Seit 2016 steht Tintaya auf der Liste der FIFA-Schiedsrichter und leitet internationale Fußballpartien.
Bei der Copa América 2018 in Chile und bei der Copa América 2022 in Kolumbien pfiff Tintaya jeweils zwei Spiele in der Gruppenphase.
Zudem leitete sie zwei Gruppenspiele der Copa Libertadores Femenina 2021 in Paraguay.